# NIFL Premiership 2022-23
La NIFL Premiership 2022-23 fue la 122.ª edición de la máxima categoría del fútbol de Irlanda del Norte. Comenzó el 12 de agosto de 2022 y finalizó el 29 de abril de 2023.
Larne se convirtió por primera vez campeón el 14 de abril, luego de una victoria por 2-0 frente a Crusaders. Con esto se clasificó a la primera ronda de la Liga de Campeones de la UEFA 2023-24. El subcampeón Linfield, el campeón de la copa Crusaders, y el ganador de los play-offs Glentoran entraron en la primera ronda clasificatoria de la Liga Europa Conferencia de la UEFA 2023-24.

## Formato
Los 12 equipos participantes jugaron entre sí todos contra todos tres veces totalizando 33 partidos cada uno. Al término de la fecha 33, los 6 primeros clasificados pasaron al Grupo por el campeonato y los 6 restantes pasaron al Grupo por la permanencia.
En el grupo por el campeonato los 6 equipos jugaron entre sí todos contra todos una vez totalizando 38 partidos cada uno. Al término de la fecha 38, el primer clasificado se coronó campeón y obtuvo un cupo para la primera ronda de la Liga de Campeones de la UEFA 2023-24, mientras que el segundo obtuvo un cupo para la primera ronda de la Liga Europa Conferencia 2023-24. El último cupo a dicho torneo fue establecido mediante play-offs clasificatorios.
En el grupo descenso los 6 equipos jugaron entre sí todos contra todos una vez totalizando 38 partidos cada uno. Al término de la fecha 38, el penúltimo clasificado jugó el partido por la permanencia contra el tercer puesto de la NIFL Championship 2022-23 por un lugar en la próxima temporada, y el último clasificado descendió directamente a la NIFL Championship 2023-24.
Un tercer cupo para la primera ronda de la Liga Europa Conferencia 2023-24 fue asignado al campeón de la Copa de Irlanda del Norte.

## Equipos participantes

### Relevos
| Pos  | Descendidos de NIFL Premiership |
| ---- | ------------------------------- |
| 12.º | Warrenpoint Town                |

| Pos | Ascendidos de NIFL Championship |
| --- | ------------------------------- |
| 1.º | Newry City                      |

### Información de los equipos
| Club             | Ciudad        | Estadio                     | Capacidad |
| ---------------- | ------------- | --------------------------- | --------- |
| Ballymena United | Ballymena     | Ballymena Showgrounds       | 3050      |
| Carrick Rangers  | Carrickfergus | Taylors Avenue              | 4500      |
| Cliftonville     | Belfast       | Solitude                    | 2530      |
| Coleraine        | Coleraine     | The Showgrounds (Coleraine) | 2496      |
| Crusaders        | Belfast       | Seaview                     | 3383      |
| Dungannon Swifts | Dungannon     | Stangmore Park              | 5000      |
| Glenavon         | Lurgan        | Mourneview Park             | 4160      |
| Glentoran        | Belfast       | The Oval                    | 6054      |
| Larne            | Larne         | Inver Park                  | 2000      |
| Linfield         | Belfast       | Windsor Park                | 18 614    |
| Newry City       | Newry         | The Showgrounds             | 2275      |
| Portadown        | Portadown     | Shamrock Park               | 3940      |

## Primera fase

### Clasificación
| Pos. | Equipo           | Pts. | PJ | G  | E | P  | GF | GC | Dif. | Clasificación            |
| ---- | ---------------- | ---- | -- | -- | - | -- | -- | -- | ---- | ------------------------ |
| 1    | Larne            | 73   | 33 | 22 | 7 | 4  | 57 | 18 | +39  | Grupo por el campeonato  |
| 2    | Linfield         | 68   | 33 | 21 | 5 | 7  | 70 | 25 | +45  | Grupo por el campeonato  |
| 3    | Cliftonville     | 66   | 33 | 20 | 6 | 7  | 61 | 41 | +20  | Grupo por el campeonato  |
| 4    | Glentoran        | 64   | 33 | 20 | 4 | 9  | 68 | 24 | +44  | Grupo por el campeonato  |
| 5    | Crusaders        | 62   | 33 | 18 | 8 | 7  | 65 | 37 | +28  | Grupo por el campeonato  |
| 6    | Coleraine        | 58   | 33 | 17 | 7 | 9  | 53 | 30 | +23  | Grupo por el campeonato  |
| 7    | Glenavon         | 41   | 33 | 11 | 8 | 14 | 50 | 57 | −7   | Grupo por la permanencia |
| 8    | Carrick Rangers  | 37   | 33 | 11 | 4 | 18 | 41 | 65 | −24  | Grupo por la permanencia |
| 9    | Ballymena United | 32   | 33 | 9  | 5 | 19 | 30 | 49 | −19  | Grupo por la permanencia |
| 10   | Newry City       | 23   | 33 | 7  | 2 | 24 | 31 | 66 | −35  | Grupo por la permanencia |
| 11   | Dungannon Swifts | 23   | 33 | 7  | 2 | 24 | 22 | 76 | −54  | Grupo por la permanencia |
| 12   | Portadown        | 16   | 33 | 4  | 4 | 25 | 23 | 83 | −60  | Grupo por la permanencia |

 Fuente: NIFL Premiership, Soccerway
Criterios de clasificación: Puntos · Diferencia de goles · Goles a favor · Enfrentamientos directos · Diferencia de goles en enfrentamientos directos · Sorteo.

## Grupo por el campeonato

### Clasificación
| Pos. | Equipo        | Pts. | PJ | G  | E  | P  | GF | GC | Dif. | Clasificación 2023-24                       |
| ---- | ------------- | ---- | -- | -- | -- | -- | -- | -- | ---- | ------------------------------------------- |
| 1    | Larne (C)     | 83   | 38 | 25 | 8  | 5  | 64 | 22 | +42  | Primera ronda de la Liga de Campeones       |
| 2    | Linfield      | 77   | 38 | 23 | 8  | 7  | 75 | 27 | +48  | Primera ronda de la Liga Europa Conferencia |
| 3    | Glentoran (O) | 74   | 38 | 23 | 5  | 10 | 77 | 28 | +49  | Play-offs para la Liga Europa Conferencia   |
| 4    | Cliftonville  | 68   | 38 | 20 | 8  | 10 | 66 | 53 | +13  | Play-offs para la Liga Europa Conferencia   |
| 5    | Crusaders     | 67   | 38 | 19 | 10 | 9  | 72 | 45 | +27  | Primera ronda de la Liga Europa Conferencia |
| 6    | Coleraine     | 62   | 38 | 18 | 8  | 12 | 59 | 39 | +20  | Play-offs para la Liga Europa Conferencia   |

 Fuente: NIFL Premiership, Soccerway
Criterios de clasificación: Puntos · Diferencia de goles · Goles a favor · Enfrentamientos directos · Diferencia de goles en enfrentamientos directos · Sorteo.
Notas:
1. ↑  Clasificado a la Liga Europa Conferencia de la UEFA 2023-24 tras proclamarse campeón de la Copa de Irlanda del Norte 2022-23.

## Grupo por la permanencia

### Clasificación
| Pos. | Equipo               | Pts. | PJ | G  | E  | P  | GF | GC | Dif. | Clasificación 2023-24                     |
| ---- | -------------------- | ---- | -- | -- | -- | -- | -- | -- | ---- | ----------------------------------------- |
| 1    | Glenavon             | 52   | 38 | 14 | 10 | 14 | 58 | 61 | −3   | Play-offs para la Liga Europa Conferencia |
| 2    | Carrick Rangers      | 40   | 38 | 12 | 4  | 22 | 45 | 74 | −29  |                                           |
| 3    | Ballymena United     | 39   | 38 | 11 | 6  | 21 | 37 | 55 | −18  |                                           |
| 4    | Newry City           | 30   | 38 | 9  | 3  | 26 | 37 | 71 | −34  |                                           |
| 5    | Dungannon Swifts (O) | 30   | 38 | 9  | 3  | 26 | 28 | 84 | −56  | Promoción por la permanencia              |
| 6    | Portadown (D)        | 23   | 38 | 6  | 5  | 27 | 29 | 88 | −59  | Descenso a la NIFL Championship           |

 Fuente: NIFL Premiership, Soccerway
Criterios de clasificación: Puntos · Diferencia de goles · Goles a favor · Enfrentamientos directos · Diferencia de goles en enfrentamientos directos · Sorteo.

## Play-offs para la Liga Europa Conferencia 2023-24
|  | Semifinales | Semifinales  | Semifinales |              |   | Final     | Final | Final |  |
|  |             |              |             |              |   |           |       |       |  |
|  |             |              |             |              |   |           |       |       |  |
|  | 3           | Glentoran    | 5           |              |   |           |       |       |  |
|  | 3           | Glentoran    | 5           |              |   |           |       |       |  |
|  | 7           | Glenavon     | 0           |              |   |           |       |       |  |
|  | 7           | Glenavon     | 0           |              | 3 | Glentoran | 2     |       |  |
|  |             |              |             |              | 3 | Glentoran | 2     |       |  |
|  |             |              | 4           | Cliftonville | 0 |           |       |       |  |
|  | 4           | Cliftonville | 4           | Cliftonville | 0 | 2         |       |       |  |
|  | 4           | Cliftonville |             |              |   | 2         |       |       |  |
|  | 6           | Coleraine    | 1           |              |   |           |       |       |  |
|  | 6           | Coleraine    | 1           |              |   |           |       |       |  |
|  |             |              |             |              |   |           |       |       |  |

### Semifinales
| 10 de mayo de 2023 | Glentoran                                                              | 5:0 (2:0) | Glenavon | The Oval, Belfast |  |
| 19:30 BST          | McCullough 3' · McMenamin 35' · Garrett 53' (a.g.) · Donnelly 73', 78' |           |          |                   |  |

| 10 de mayo de 2023 | Cliftonville            | 2:1 (2:0) | Coleraine   | Solitude, Belfast |  |
| 19:45 BST          | Curran 4' · Doherty 20' |           | Shevlin 72' |                   |  |

### Final
| 13 de mayo de 2023 | Glentoran                    | 2:0 (2:0) | Cliftonville | The Oval, Belfast |  |
| 16:30 BST          | Ogedi-Uzokwe 35' (pen.), 40' |           |              |                   |  |

## Promoción por la permanencia
Se esperaba que el club en el undécimo lugar, Dungannon Swifts, se enfrentara al club en el segundo lugar del NIFL Championship 2022-23, Warrenpoint Town, por un lugar en la primera categoría de la temporada siguiente. Sin embargo, a Warrenpoint Town se le negó una licencia de la NIFL Premiership el 27 de abril de 2023 y no tuvo éxito en su apelación, por lo que fue reemplazado por el club en tercer lugar de la segunda categoría, Annagh United.
| Ida; 30 de mayo de 2023 | Annagh United                | 2:1 (1:1) | Dungannon Swifts | BMG Arena, Portadown |  |
| 19:45 BST               | Ruddy 4' (a.g.) · Taylor 70' |           | Animasahun 3'    |                      |  |

| Vuelta; 1 de junio de 2023 | Dungannon Swifts         | 2:0 (1:0) (Global 3:2) | Annagh United | Stangmore Park, Dungannon |  |
| 19:45 BST                  | McGee 13' · O'Connor 69' |                        |               |                           |  |

Dungannon Swifts venció 3–2 en el resultado global y se mantuvo en la NIFL Premiership, Annagh United permaneció en la NIFL Championship.

## Goleadores
| Pos. | Jugador             | Equipo       | Goles |
| ---- | ------------------- | ------------ | ----- |
| 1    | Matthew Shevlin     | Coleraine    | 23    |
| 2    | Matthew Fitzpatrick | Glenavon     | 19    |
| 3    | Ronan Hale          | Cliftonville | 18    |
| 4    | Eetu Vertainen      | Linfield     | 17    |
| 4    | Philip Lowry        | Crusaders    | 17    |